# Topman van het Jaar
De verkiezing Topman van het Jaar is een Nederlandse prijs die jaarlijks wordt georganiseerd door Managers Netwerk Nederland, zakenweekblad FEM Business en Managersonline.

## De verkiezing
In eerste instantie worden circa 100.000 managers uitgenodigd hun voordracht kenbaar te maken. Van de voor nominatie voorgedragen kandidaten, gaan de 15 meest voorgedragen topmanagers door naar de tweede ronde.
In deze tweede ronde worden hieruit door een deskundige jury aan de hand van een aantal criteria en normen, de vijf finalisten gekozen. Ten slotte wordt er tijdens het Nationale Management Diner (jaarlijks op de tweede maandag van het jaar) uit deze finalisten, de ‘Topman of Topvrouw van het jaar’ gekozen.
Volgens Personeelslog, een weblog over humanresourcemanagement, organisatie en communicatie heeft de jury een voorkeur voor "mannetjesputters die om wat voor reden dan ook later in opspraak kwamen." [dode link] Dit gold voor Jaap Blokker, Cor Boonstra, Cees van der Hoeven en later Sjoerd van Keulen.

## Winnaars
Eerdere winnaars van de titel ‘Topman van het Jaar’ waren:
- 2013 - Jan Hommen (ING)
- 2012 - Jean-François van Boxmeer (Heineken)
- 2011 - Paul Polman (Unilever)
- 2010 - Niek Hoek (Delta Lloyd)
- 2009 - Frits van Eerd (Jumbo Supermarkten)
- 2008 - Ad van Wijk (Econcern)
- 2007 - Sjoerd van Keulen (SNS REAAL)
- 2006 - Abel Slippens (Sligro)
- 2005 - Peter Elverding (DSM)
- 2004 – Gerard Kleisterlee (Philips)
- 2003 – Jaap Blokker (Blokker Holding)
- 2002 – Ad Scheepbouwer (KPN)
- 2001 – Karel Vuursteen (Heineken)
- 2000 – Cor Boonstra (Philips)
- 1999 – Cees van der Hoeven (Ahold)
- 1998 – Kees Storm (Aegon)
- 1997 – Frits Goldschmeding (Randstad)